# Durreckgruppe
Die Durreckgruppe in Südtirol ist ein eigenständiger Gebirgsstock in der Venedigergruppe. Im Norden und Westen wird sie vom Ahrntal begrenzt, hinter dem sich die Gipfel der Zillertaler Alpen erheben, im Süden trennt sie das Reintal von der Rieserfernergruppe. An der Ochsenlenke (2623 m) bildet das Absinken des Felsgrates auf fast 2600 m und dessen völliges Verschwinden unter welligen Schuttböden die Ostgrenze der Durreckgruppe. Ab der Schneespitze (2925 m) schließen sich die ersten Gipfel und Gletscher des Prettaukamms der übrigen Venedigergruppe an und verbinden zum Hauptkamm der Hohen Tauern, deren orographisch westlichster Ausläufer die Durreckgruppe somit ist. Auch die Alpenvereinseinteilung der Ostalpen ordnet den Gebirgszug der Venedigergruppe zu.
Die Durreckgruppe befindet sich vollständig im Naturpark Rieserferner-Ahrn.

## Gipfel
Der höchste und damit namensgebende Berg der Durreckgruppe ist das Durreck (italienisch Cima Dura) mit einer Höhe von 3135 m s.l.m. Weitere Gipfel über oder an die 3000 Meter sind:
- Großer Moostock, auch Großer Moosstock, Großer Moosnock (italienisch Picco Palù): 3059 m s.l.m.
- Hirbernock (ital. Cima di Moia): 3010 m s.l.m., nach anderen Angaben nur 2991 m s.l.m.